# Osiny-Majorat
Osiny-Majorat – wieś w Polsce położona w województwie świętokrzyskim, w powiecie starachowickim, w gminie Mirzec
W latach 1975–1998 miejscowość należała administracyjnie do województwa
kieleckiego.
Najdalej na północ wysunięta miejscowość powiatu starachowickiego położona przy drodze wojewódzkiej nr 744
Wierni Kościoła rzymskokatolickiego należą do parafii Matki Boskiej Częstochowskiej w Osinach.